# اسماعیل چوک‌چالیش
اسماعیل چوک‌چالیش (انگلیسی: İsmail Çokçalış؛ زادهٔ ۲۱ ژوئن ۲۰۰۰) بازیکن فوتبال است.

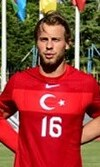
اسماعیل چوک‌چالیش در سال ۲۰۲۲

از باشگاه‌هایی که در آن بازی کرده‌است می‌توان به باشگاه فوتبال بورسااسپور اشاره کرد.
وی همچنین در تیم‌های ملی فوتبال Turkey national under-16 football team, Turkey national under-17 football team، جوانان ترکیه، Turkey national under-19 football team، زیر ۲۰ سال ترکیه، و زیر ۲۱ سال ترکیه بازی کرده‌است.